# Thập niên 360 TCN
Thập niên 360 TCN hay thập kỷ 360 TCN chỉ đến những năm từ 360 TCN đến 369 TCN.